# Братство Покрови
«Братство Покрови» — щорічний відкритий аматорський турнір з футзалу, присвячений Дню захисників і захисниць України.
Турнір проводиться з 2017 року з метою вшанування мужності та героїзму захисників незалежності й територіальної цілісності України. Організатор турніру — ППО ГПУ «Львівгазвидобування».
У різні роки турнір проводився під патронатом та за сприяння Львівської обласної державної адміністрації, Львівської обласної ради, Західного регіонального медіацентру Міністерства оборони України, 58-го Будинку офіцерів (м. Львів) та Львівської обласної організації ФСТ «Спартак».

## Переможці турніру
| № | Рік  | Переможець                                            |
| - | ---- | ----------------------------------------------------- |
| 1 | 2017 | 80-та окрема десантно-штурмова бригада ВДВ ЗСУ        |
| 2 | 2018 | 24-та окрема механізована бригада імені короля Данила |
| 3 | 2019 | 80-та окрема десантно-штурмова бригада ВДВ ЗСУ        |
|   | 2020 | Турнір не проводився через пандемію COVID-19          |
| 4 | 2021 | 24-та окрема механізована бригада імені короля Данила |
| 5 | 2023 | Повітряне командування «Захід»                        |

## 2017
Змагання відбулися 12 жовтня 2017 року в НТБ олімпійської підготовки ЛВС МО України за адресою: м. Львів, вул. Генерала Грекова, 1.

### Турнірна таблиця
| Місце | Команда                                              | В | Н | П | М'ячі | О |
| ----- | ---------------------------------------------------- | - | - | - | ----- | - |
| 1     | 80-та окрема десантно-штурмова бригада ВДВ ЗСУ       | 2 | 1 | 0 | 10—4  | 7 |
| 2     | АТ «Укргазвидобування» (УГВ-Сервіс)                  | 2 | 0 | 1 | 13—5  | 6 |
| 3     | ГПУ «Львівгазвидобування»                            | 1 | 1 | 1 | 7—8   | 4 |
| 4     | Військово-медичний клінічний центр Західного регіону | 0 | 0 | 3 | 7—20  | 0 |

## 2018
Змагання відбулися 12 жовтня 2018 року в Палаці спорту «Динамо» за адресою м. Львів, вул. Вітовського, 53.

### Турнірна таблиця
| Місце | Команда                                               | В | Н | П | М'ячі | О |
| ----- | ----------------------------------------------------- | - | - | - | ----- | - |
| 1     | 24-та окрема механізована бригада імені короля Данила | 3 | 0 | 0 | —     | 9 |
| 2     | 80-та окрема десантно-штурмова бригада ВДВ ЗСУ        | 2 | 0 | 1 | —     | 6 |
| 3     | ГПУ «Львівгазвидобування»                             | 0 | 1 | 2 | —     | 1 |
| 4     | Військово-медичний клінічний центр Західного регіону  | 0 | 1 | 2 | —     | 1 |

## 2019
Змагання відбулися 9 жовтня 2019 року у палаці спорту «Галичина» за адресою м. Львів, вул. Керченська, 8. Переможцями турніру вдруге стали представники 80-ї окремої десантно-штурмової бригади ВДВ ЗСУ.

### Турнірна таблиця

#### Група А
| Місце | Команда                                        | 1   | 2   | 3   |  | В | Н | П | М'ячі | О |
| ----- | ---------------------------------------------- | --- | --- | --- |  | - | - | - | ----- | - |
| 1     | 80-та окрема десантно-штурмова бригада ВДВ ЗСУ |     | 2:1 | 7:1 |  | 2 | 0 | 0 | 9:2   | 6 |
| 2     | 16—та окрема бригада армійської авіації        | 1:2 |     | 1:0 |  | 1 | 0 | 1 | 2:2   | 3 |
| 3     | ГПУ «Львівгазвидобування»                      | 1:7 | 0:1 |     |  | 0 | 0 | 2 | 1:8   | 0 |

#### Група Б
| Місце | Команда                                               | 1   | 2   | 3   |  | В | Н | П | М'ячі | О |
| ----- | ----------------------------------------------------- | --- | --- | --- |  | - | - | - | ----- | - |
| 1     | 24-та окрема механізована бригада імені короля Данила |     | 1:1 | 5:0 |  | 1 | 1 | 0 | 6:1   | 4 |
| 2     | Повітряне командування «Захід»                        | 1:1 |     | 3:0 |  | 1 | 1 | 0 | 4:1   | 4 |
| 3     | Військово-медичний клінічний центр Західного регіону  | 0:5 | 0:3 |     |  | 0 | 0 | 2 | 0:8   | 0 |

### Фінал
80-та окрема десантно-штурмова бригада ВДВ ЗСУ — 24-та окрема механізована бригада імені короля Данила — 4:3 (перший тайм 2:3).

## 2021
Турнір проводився 12 жовтня 2021 року у палаці спорту «Галичина». Переможцями турніру вдруге стали представники 24-ї окремої механізованої бригади імені короля Данила. Найкращий гравець турніру — Костянтин Добровольський (ПВК «Захід»), найкращий бомбардир турніру — Олександр Хімій (НАСВ ім. гетьмана П.Сагайдачного).

### Турнірна таблиця

#### Група А
| Місце | Команда                                                                  | 1   | 2   | 3   |  | В | Н | П | М'ячі | О |
| ----- | ------------------------------------------------------------------------ | --- | --- | --- |  | - | - | - | ----- | - |
| 1     | 24-та окрема механізована бригада імені короля Данила                    |     | 1:0 | 6:1 |  | 2 | 0 | 0 | 7:1   | 6 |
| 2     | Національна академія сухопутних військ імені гетьмана Петра Сагайдачного | 0:1 |     | 6:0 |  | 1 | 0 | 1 | 6:1   | 3 |
| 3     | ГПУ «Львівгазвидобування»                                                | 1:6 | 0:6 |     |  | 0 | 0 | 2 | 1:12  | 0 |

#### Група Б
| Місце | Команда                                        | 1   | 2   | 3   |  | В | Н | П | М'ячі | О |
| ----- | ---------------------------------------------- | --- | --- | --- |  | - | - | - | ----- | - |
| 1     | Повітряне командування «Захід»                 |     | 1:0 | 2:0 |  | 2 | 0 | 0 | 3:0   | 6 |
| 2     | 80-та окрема десантно-штурмова бригада ВДВ ЗСУ | 0:2 |     | 5:0 |  | 1 | 0 | 1 | 5:2   | 3 |
| 3     | 16—та окрема бригада армійської авіації        | 0:1 | 0:5 |     |  | 0 | 0 | 2 | 0:6   | 0 |

### Фінал
24-та окрема механізована бригада імені короля Данила — Повітряне командування «Захід» — 1:1 (пенальті — 4:3).

## 2023
Турнір проводився 27 вересня 2023 року в НТБ олімпійської підготовки ЛВС МО України за адресою: м. Львів, вул. Генерала Грекова, 1. Переможцями турніру вперше стали представники Повітряного командування «Захід».
Найкращий гравець турніру — Назар Гавц (ГПУ «Львівгазвидобування»), найкращий бомбардир турніру — Андрій Слюбик (ПВК «Захід»), найкращий воротар — Богдан Майфет (16-та ОБАА)

### Турнірна таблиця

#### Група А
| Місце | Команда                                 | 1   | 2   | 3   |  | В | Н | П | М'ячі | О |
| ----- | --------------------------------------- | --- | --- | --- |  | - | - | - | ----- | - |
| 1     | ГПУ «Львівгазвидобування»               |     | 1:1 | 6:1 |  | 1 | 1 | 0 | 7:2   | 4 |
| 2     | 16-та окрема бригада армійської авіації | 1:1 |     | 2:2 |  | 0 | 2 | 0 | 3:3   | 2 |
| 3     | Центр Військового Капеланства           | 1:6 | 2:2 |     |  | 0 | 1 | 1 | 3:8   | 0 |

#### Група Б
| Місце | Команда                                               | 1   | 2   | 3   |  | В | Н | П | М'ячі | О |
| ----- | ----------------------------------------------------- | --- | --- | --- |  | - | - | - | ----- | - |
| 1     | Повітряне командування «Захід»                        |     | 0:0 | 5:2 |  | 1 | 1 | 0 | 5:2   | 4 |
| 2     | 80-та окрема десантно-штурмова бригада ВДВ ЗСУ        | 0:0 |     | 5:2 |  | 1 | 1 | 0 | 5:2   | 4 |
| 3     | 24-та окрема механізована бригада імені короля Данила | 2:5 | 2:5 |     |  | 0 | 0 | 2 | 4:10  | 0 |

### Фінал
Повітряне командування «Захід» — ГПУ «Львівгазвидобування» — 2:0.

## Світлини

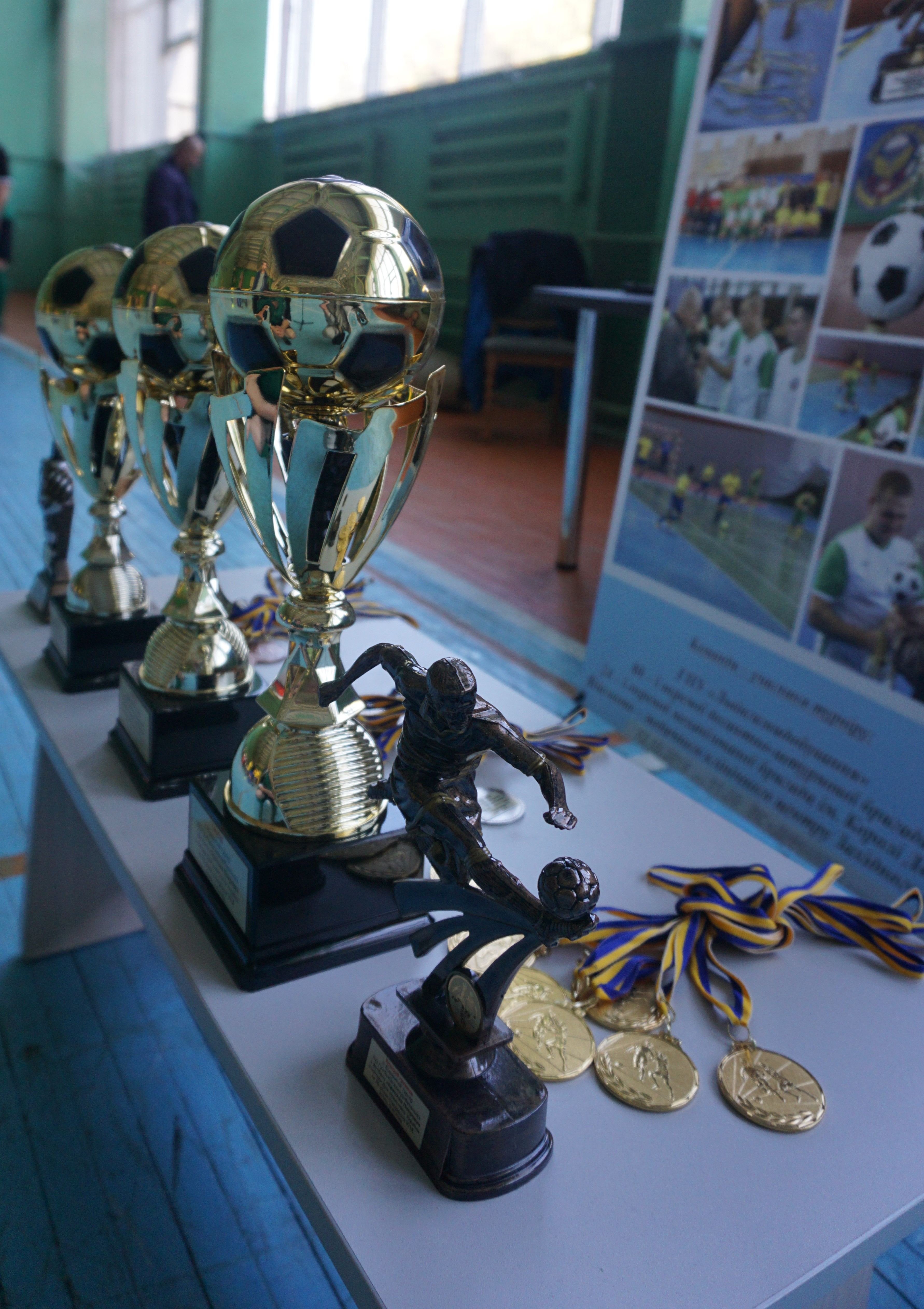
Нагороди турніру
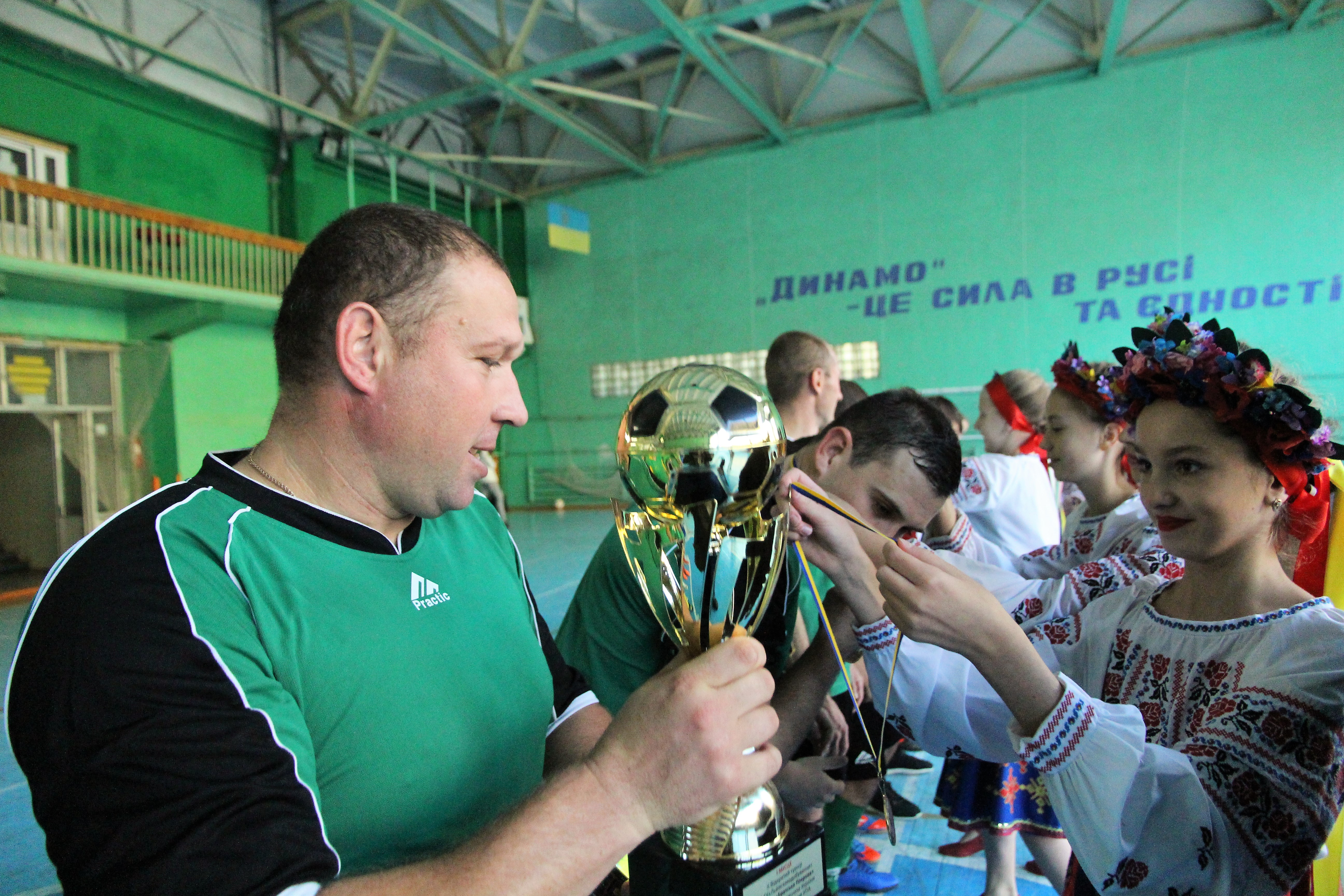
Турнір 2018 року (нагородження)
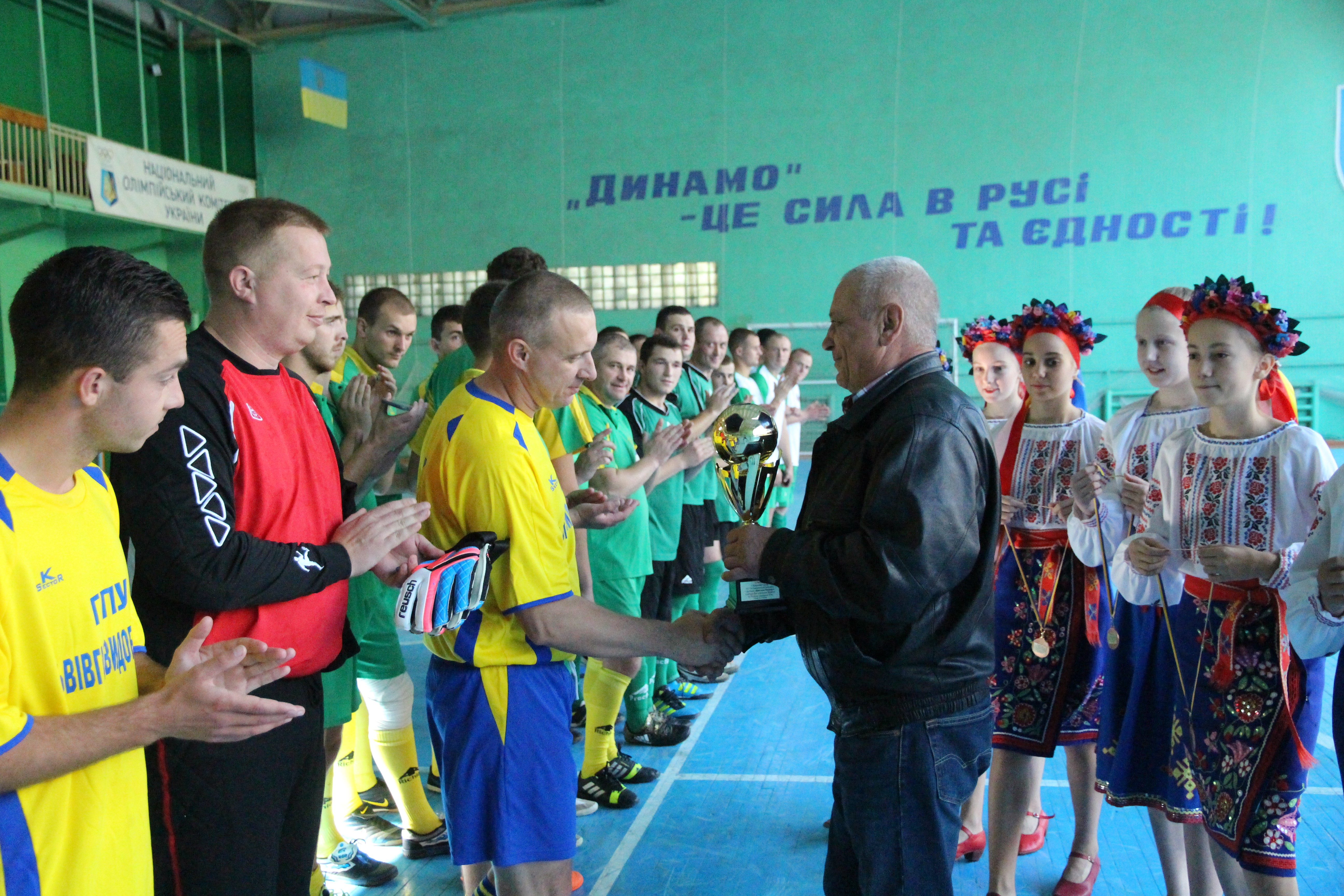
Турнір 2018 року (нагородження)
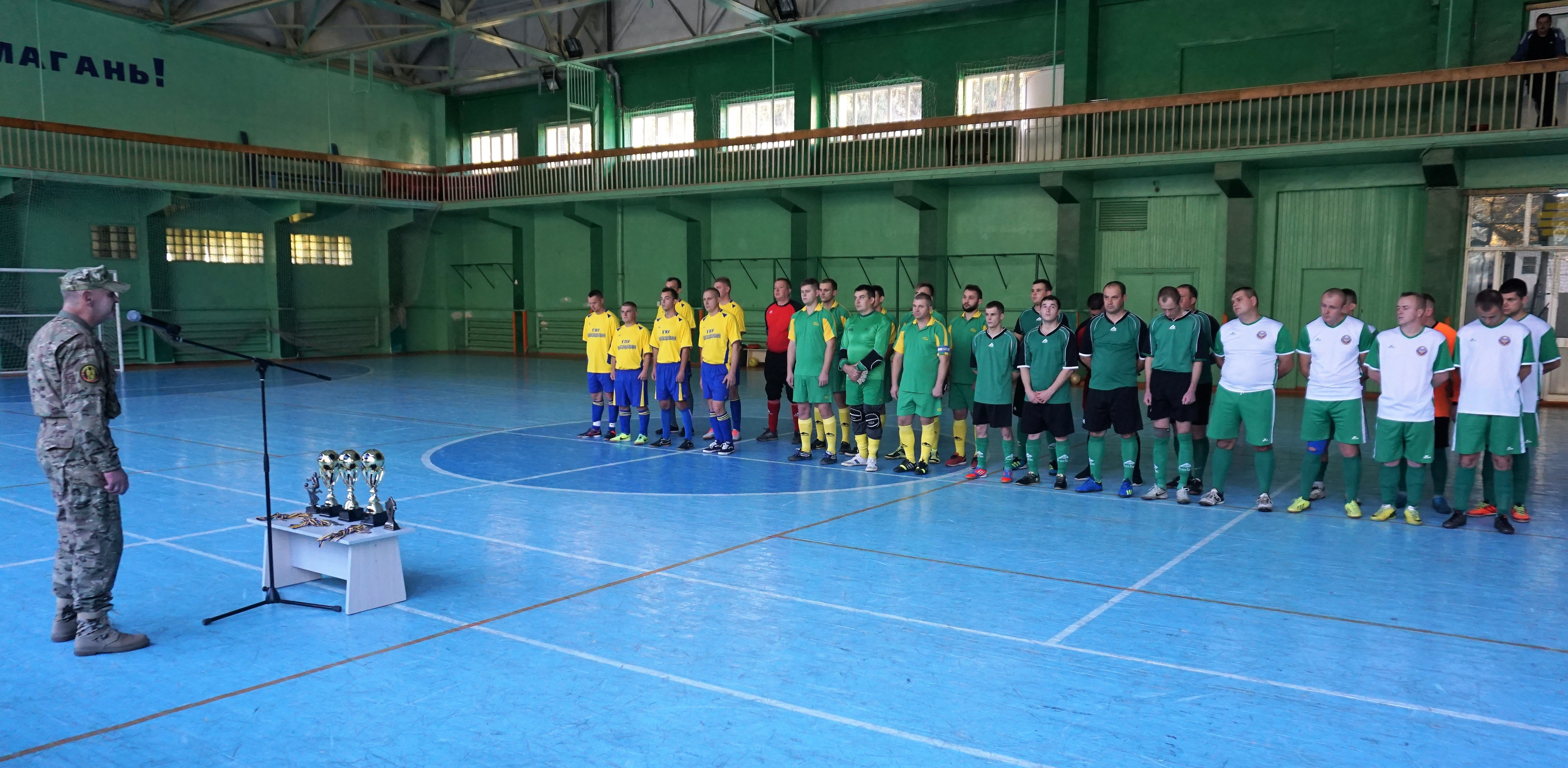
Турнір 2018 року